# 12 decembrie
ianuarie • februarie • martie  • aprilie  • mai  • iunie  • iulie  • august  • septembrie  • octombrie  • noiembrie  • decembrie
12 decembrie este a 346-a zi a calendarului gregorian și a 347-a zi în anii bisecți. Mai sunt 19 zile până la sfârșitul anului.

## Evenimente

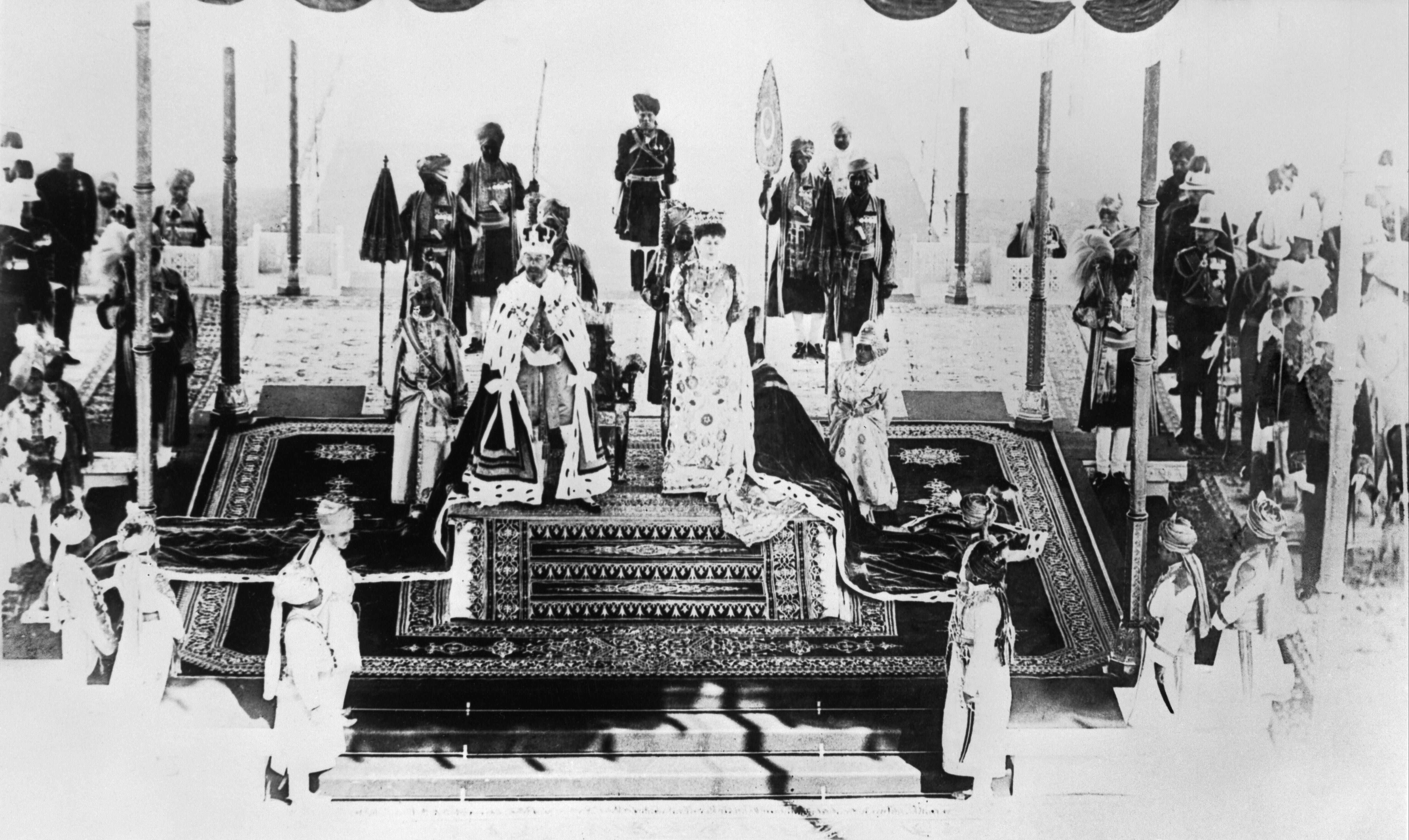
1911: Regele George al V-lea și regina Mary de Teck sunt încoronați împărat și împărăteasă a Indiei.

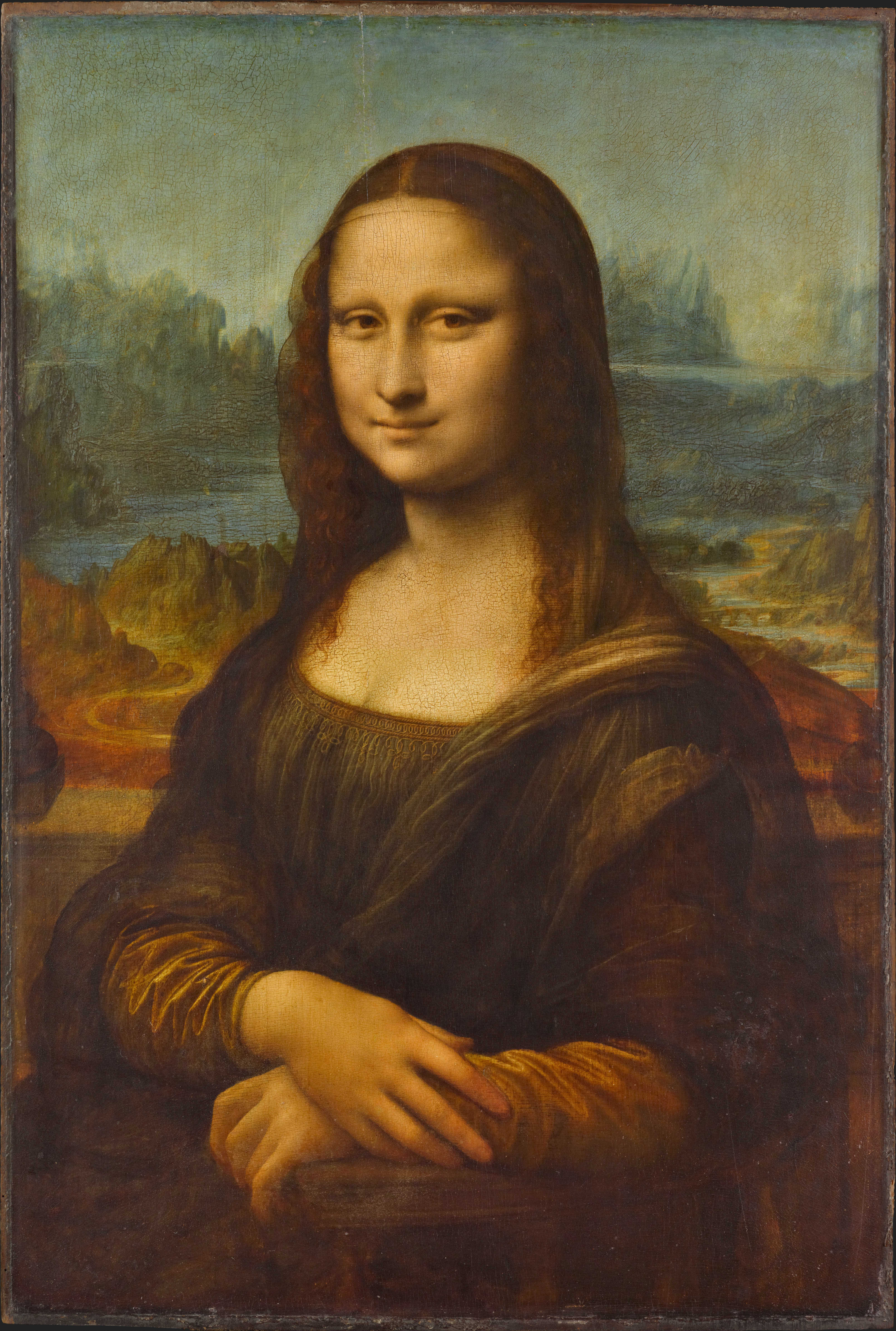
1913: Pictura "Mona Lisa" a lui Leonardo Da Vinci a fost recuperată, la Florența, dupa doi ani de la furtul ei din Muzeul Luvru din Paris.

- 1098: Prima cruciadă-Asediul de la Ma'arrat al-Numan. Cruciații străpung pereții orașului și masacrează circa 20.000 de locuitori. După ce a apărut lipsa alimentelor, se relatează că ar fi recurs la consumarea de carne din cadavre umane.
- 1787: Pennsylvania a devenit cel de-al doilea stat american care a ratificat Constituția SUA.
- 1864: Episcopia ortodoxă de la Sibiu a fost ridicată la rangul de mitropolie, având în subordine episcopiile de Arad și de Caransebeș; Andrei Șaguna  a fost numit mitropolit.
- 1868: Înființarea agenției diplomatice române la Viena.
- 1896: Guglielmo Marconi a făcut, la Londra, prima demonstrație publică a radioului.
- 1911: Delhi înlocuiește Calcutta drept capitală a Indiei.
- 1911: Regele George al V-lea și regina Mary de Teck sunt încoronați împărat și împărăteasă a Indiei.
- 1913: Pictura "Mona Lisa" a lui Leonardo Da Vinci a fost recuperată, la Florența, dupa doi ani de la furtul ei din Muzeul Luvru din Paris.
- 1924: În Austria intră în folosință șilingul drept nouă monedă națională, înlocuind astfel vechea coroană.
- 1927: S-a înființat Asociația Presei Sportive din România.
- 1941: Al doilea război mondial: La insistențele guvernelor german și italian, România declară război Statelor Unite. Între cele două țări nu au loc operații militare directe, momentul marcând ruperea relațiilor diplomatice.
- 1944: Bunurile Teatrului Național din București au fost cedate rușilor, în contul despăgubirilor de război reglementate de Convenția de Armistițiu semnată la Moscova, la 12 sept. 1944.
- 1963: Kenya își proclamă independența față de Marea Britanie.
- 1991: Curtea Supremă de Justiție, Secția militară, i–a declarat nevinovați pe  foștii membri ai Comitetului Politic Executiv al PCR.
- 1992: A luat ființă formația de muzică folk–pop "Pasărea Colibri" avându-i ca membri pe: Mircea Baniciu, Mircea Vintilă, Florian Pittiș, Vladi Cnejevici.
- 1999: În urma unor puternice furtuni ce au avut loc în Europa de Vest, totalul pagubelor fiind evaluat la peste 5 miliarde euro, petrolierul Erika a naufragiat în largul coastelor Bretania; mai multe sute de kilometri de plajă de pe coasta Atlanticului au fost invadate de "mareea neagră" provenită de pe petrolier.
- 2002: Uniunea Europeană a invitat zece țări candidate la aderare – Polonia, Cehia, Ungaria, Slovenia, Slovacia, Estonia, Letonia, Lituania, Cipru și Malta – să i se alăture începând cu data de 1 mai 2004. Numărul membrilor UE crește astfel de la 15 la 25. Pentru România și Bulgaria a fost fixat ca termen al aderării anul 2007.
- 2004: Alegeri prezidențiale tur II:  Al doilea tur de scrutin îl desemnează câștigător pe Traian Băsescu cu un scor de 51,23%, în detrimentul lui Adrian Năstase cu 48,77%, devenind astfel al 4-lea președinte al României, pentru o perioadă de cinci ani. El îl succede pe Ion Iliescu.
- 2012: Coreea de Nord lansează cu succes primul ei satelit, Kwangmyŏngsŏng-3-2.
- 2015: La Paris s-a semnat un tratat în temeiul Convenției-cadru a Organizației Națiunilor Unite privind schimbările climatice, care reglementează măsurile de reducere a emisiilor de dioxid de carbon începând cu anul 2020.

## Nașteri
- 1574: Ana a Danemarcei, soția lui Iacob I al Angliei (d. 1619)
- 1659: Francesco Galli da Bibbiena, pictor italian (d. 1739)
- 1791: Arhiducesa Marie Louise a Austriei, a doua soție a lui Napoleon (d. 1847)
- 1801: Ioan, rege al Saxoniei (d. 1873)
- 1821: Pierre Andrieu, pictor francez (d. 1892)
- 1821: Gustave Flaubert, scriitor francez (d. 1880)
- 1841: Laurent Guétal, pictor francez (d. 1892)
- 1845: Fanny Churberg, pictoriță finlandeză (d. 1892)
- 1856: Henry Moret, pictor francez (d. 1913)
- 1863: Edvard Munch, pictor norvegian (d. 1944)
- 1866: Alfred Werner, chimist elvețian, laureat al Premiului Nobel (d. 1919)
- 1889: Ottola Nesmith, actriță americană (d. 1972)

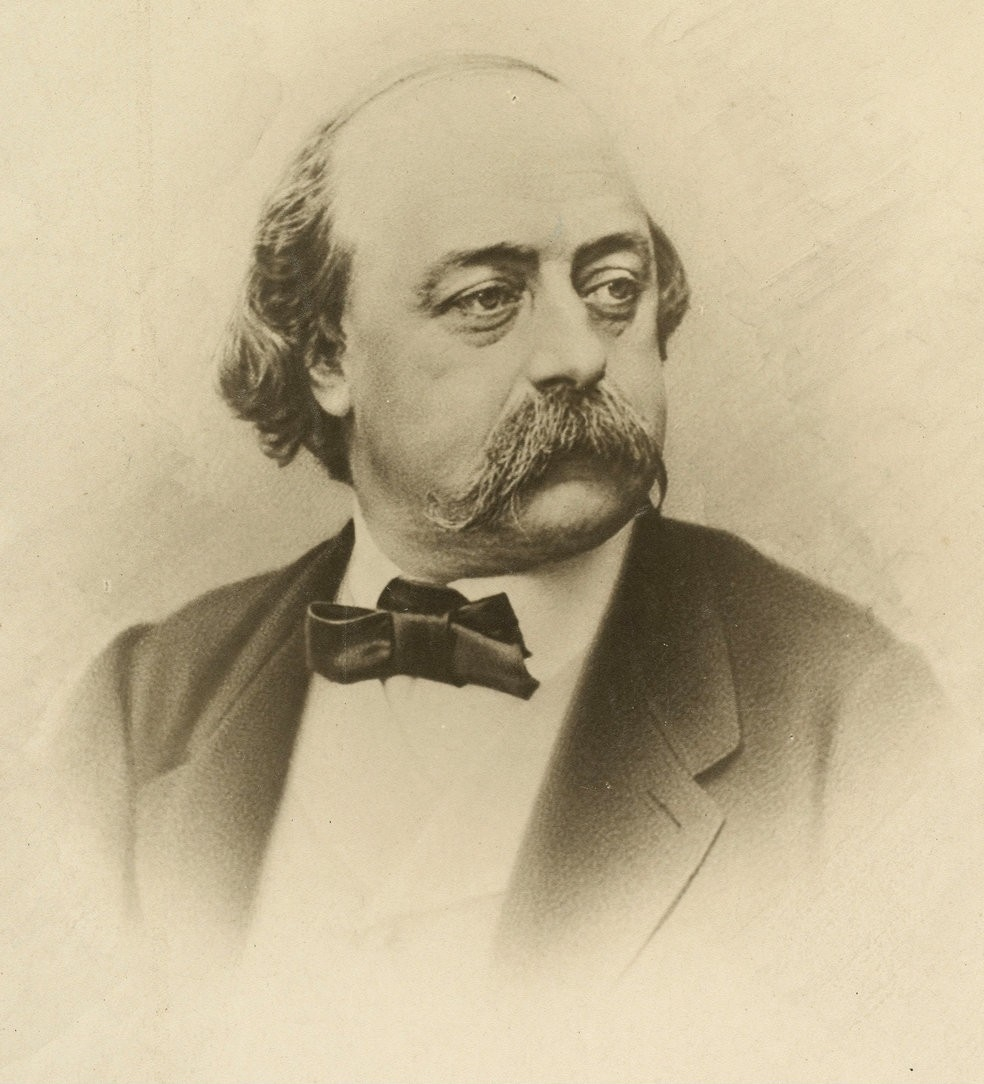
Gustave Flaubert, scriitor francez
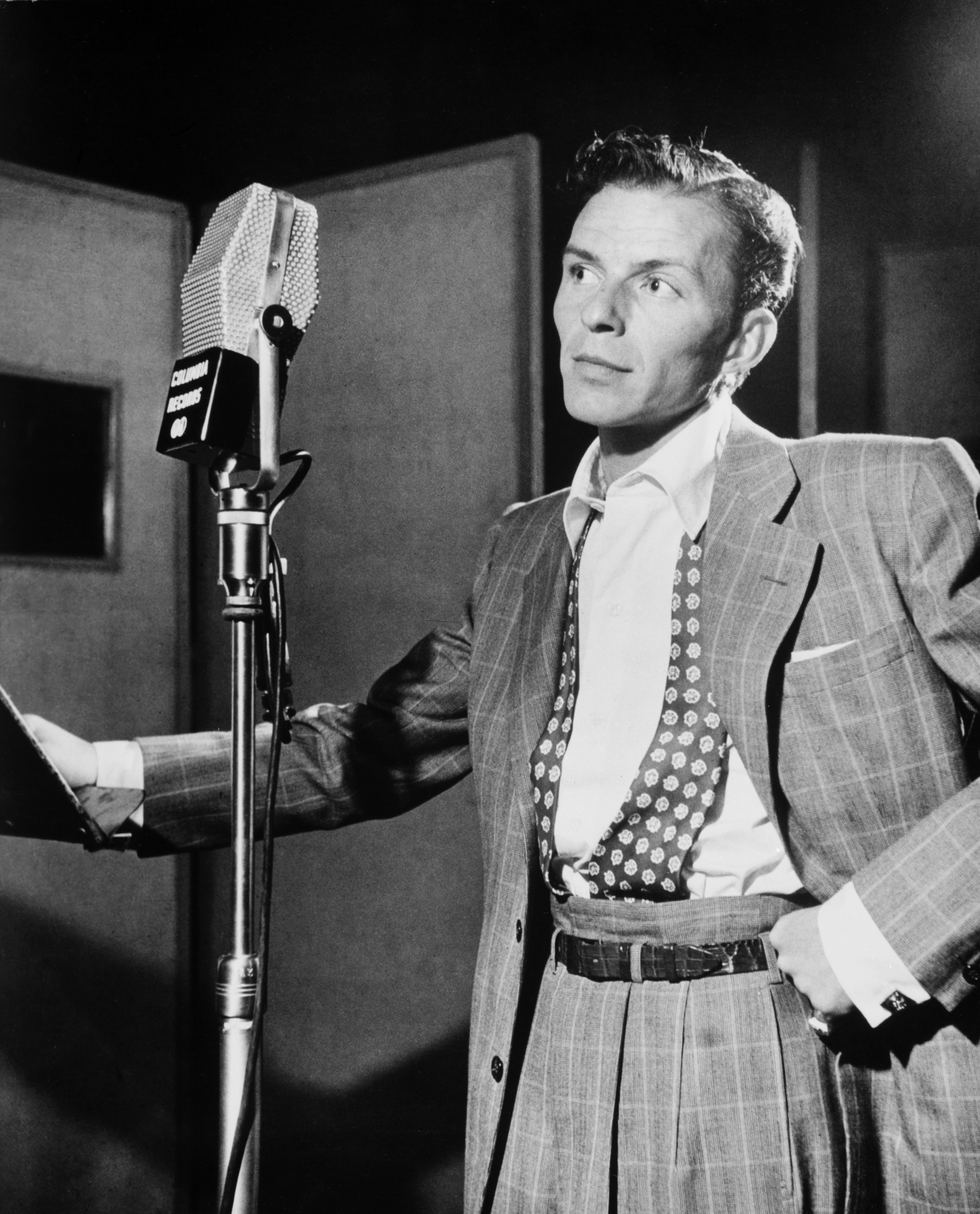
Frank Sinatra, actor și cântăreț american
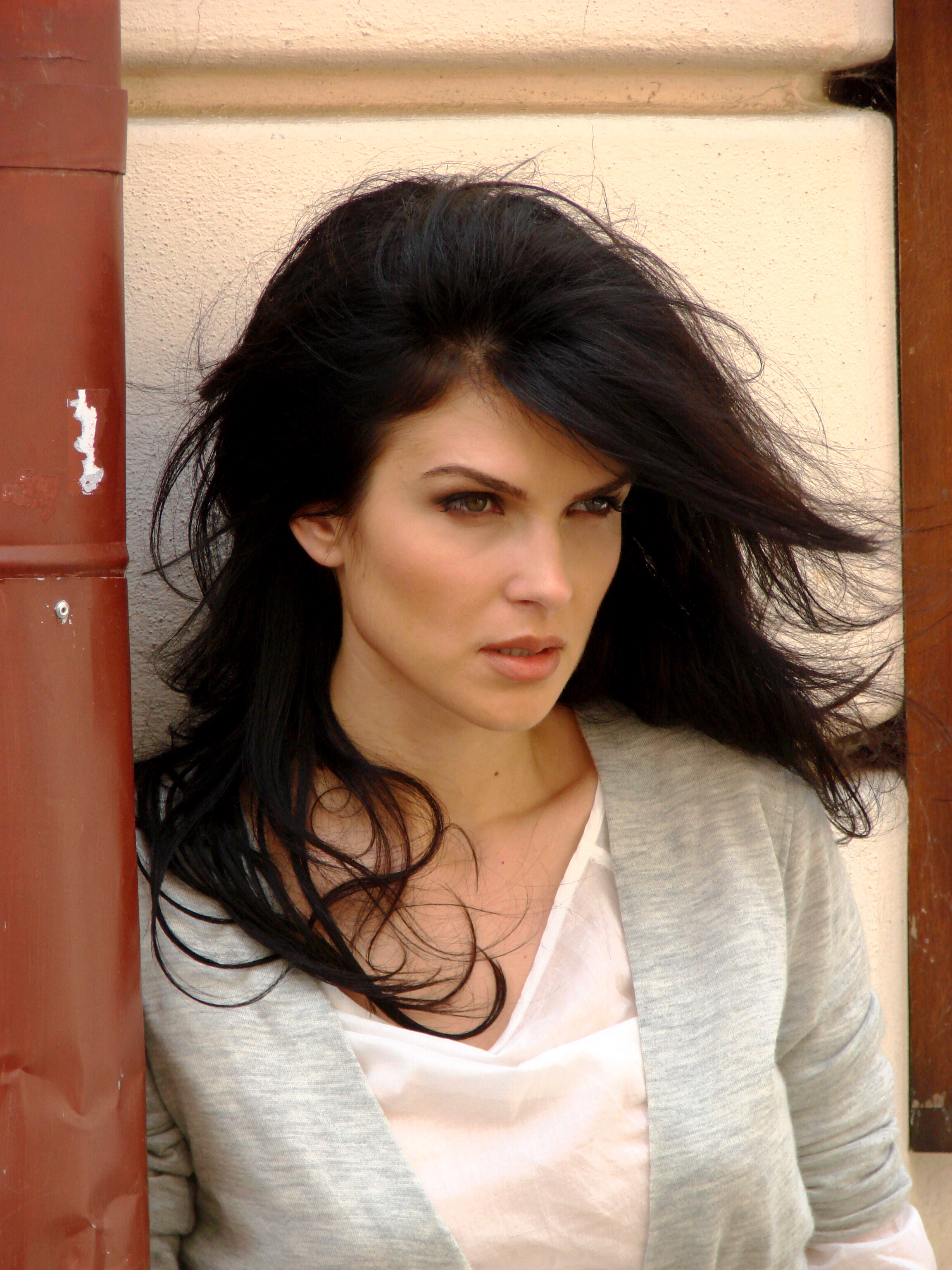
Monica Bîrlădeanu, actriță română

- 1893: Edward G. Robinson, actor american de origine română (d. 1973)
- 1894: Joseph Kutter, pictor luxemburghez (d. 1941)
- 1895: Ilie Lazăr, jurist și politician român (d. 1976)
- 1903: Yasujirō Ozu, regizor japonez (d. 1963)
- 1904: Jacques Tourneur, regizor franco-american de film (d. 1977)
- 1911: Infanta Maria Cristina a Spaniei, contesă de Marone (d. 1996)
- 1915: Frank Sinatra (Francis Albert), actor și cântăreț american (d. 1998)
- 1919: José Villalonga Llorente, antrenor spaniol de fotbal (d. 1973)
- 1923: John Pulman, jucător englez de snooker (d. 1998)
- 1929: John Osborne, dramaturg și producător de film britanic (d. 1994)
- 1933: Manu Dibango, muzician și compozitor camerunez (d. 2020)
- 1933: Viorel Mărginean, pictor român (d. 2022)
- 1939: Ioan Baltog, fizician român (d. 2016)
- 1939: Tudor Octavian, scriitor și publicist român
- 1946: Emerson Fittipaldi, pilot brazilian de Formula 1
- 1948: Marcelo Rebelo de Sousa, politician portughez, președintele Portugaliei (2016 - prezent)
- 1953: Dan C. Mihăilescu, istoric și critic literar, traducător, cronicar literar român
- 1955: Sorin Ilieșiu, operator și regizor de film român
- 1962: Ovidiu Ioan Silaghi, politician român
- 1970: Jennifer Connelly, actriță americană
- 1971: Tiberiu Csik, fotbalist român
- 1974: Beatrix Balogh, handbalistă maghiară
- 1974: Nolberto Solano, fotbalist peruan
- 1977: Cosette Chichirău, politiciană română
- 1978: Monica Bîrlădeanu, actriță română
- 1979: Robert Cristian Trif, actor român
- 1980: Dorin Goian, fotbalist român
- 1982: Heidi Løke, handbalistă daneză
- 1984: Daniel Agger, fotbalist danez
- 1984: Mette Gravholt, handbalistă daneză
- 1986: Mário Felgueiras, fotbalist portughez
- 1987: Ionuț Botezatu, jucător român de rugby
- 1992: Douwe Bob, cantautor olandez

## Decese
- 1112: Tancred de Taranto, conducător normand din dinastia Hauteville al primei Cruciade, devenit principe de Galileea (n. 1075)
- 1586: Ștefan Báthory, principe al Transilvaniei și rege al Poloniei (n. 1533)
- 1711: Gheorghe Brancovici, cronicar transilvănean de limbă română (n. 1645)
- 1803: Prințul Frederick Adolf al Suediei, Duce de Östergötland (n. 1750)
- 1821: Scarlat Callimachi, domn al Țării Românești și al Moldovei (n. 1773)
- 1843: Regele William I al Olandei (n. 1772)
- 1847: Prințesa Charlotte de Saxa-Hildburghausen, prințesă Paul de Württemberg (n. 1787)
- 1877: José de Alencar, scriitor brazilian (n. 1829)
- 1889: Robert Browning, poet englez (n. 1812)

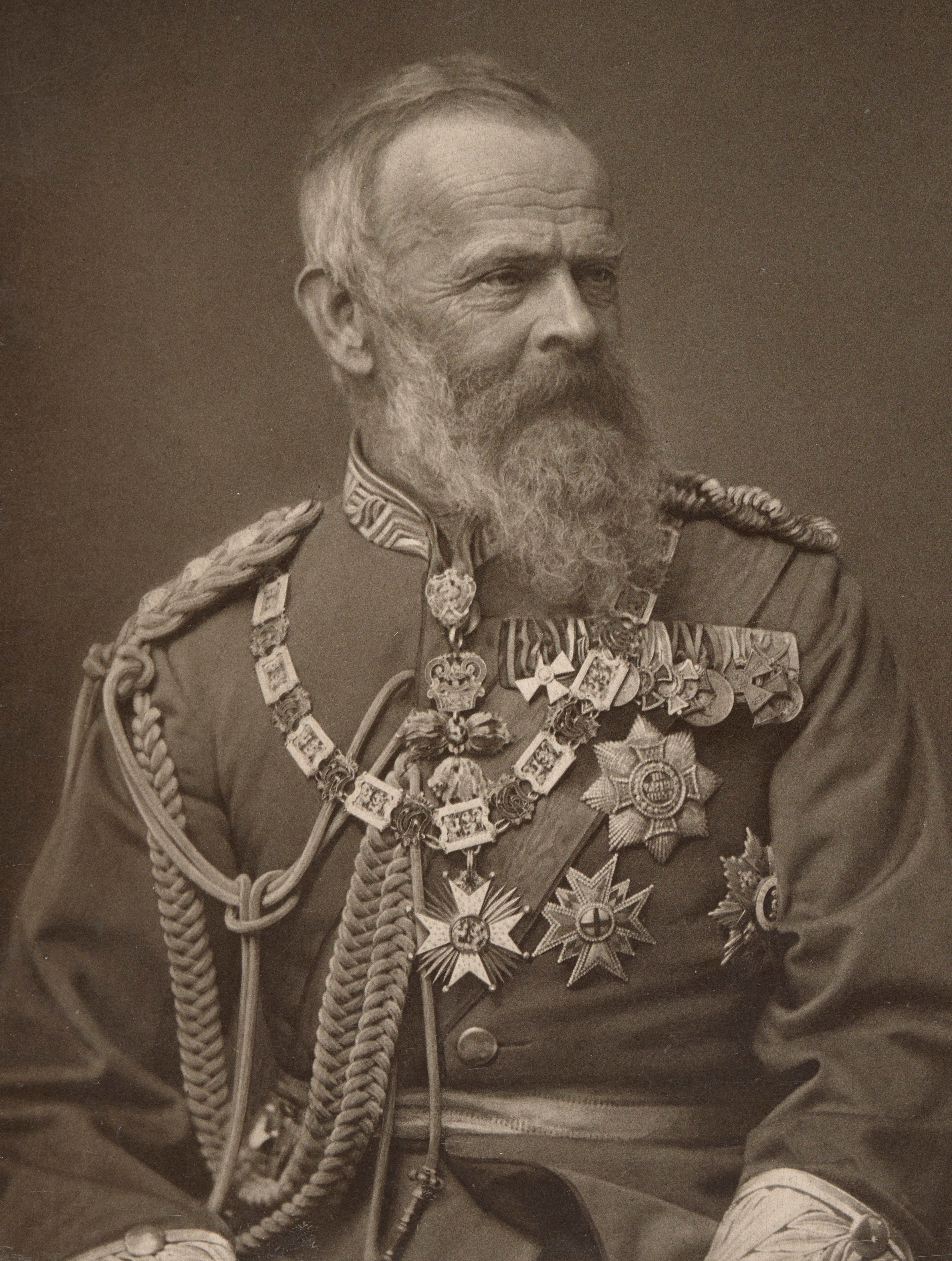
Luitpold, Prinț Regent al Bavariei
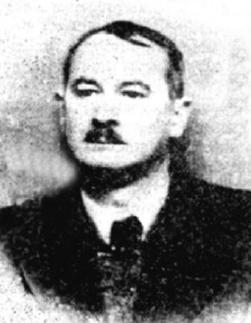
Felix Aderca, prozator român
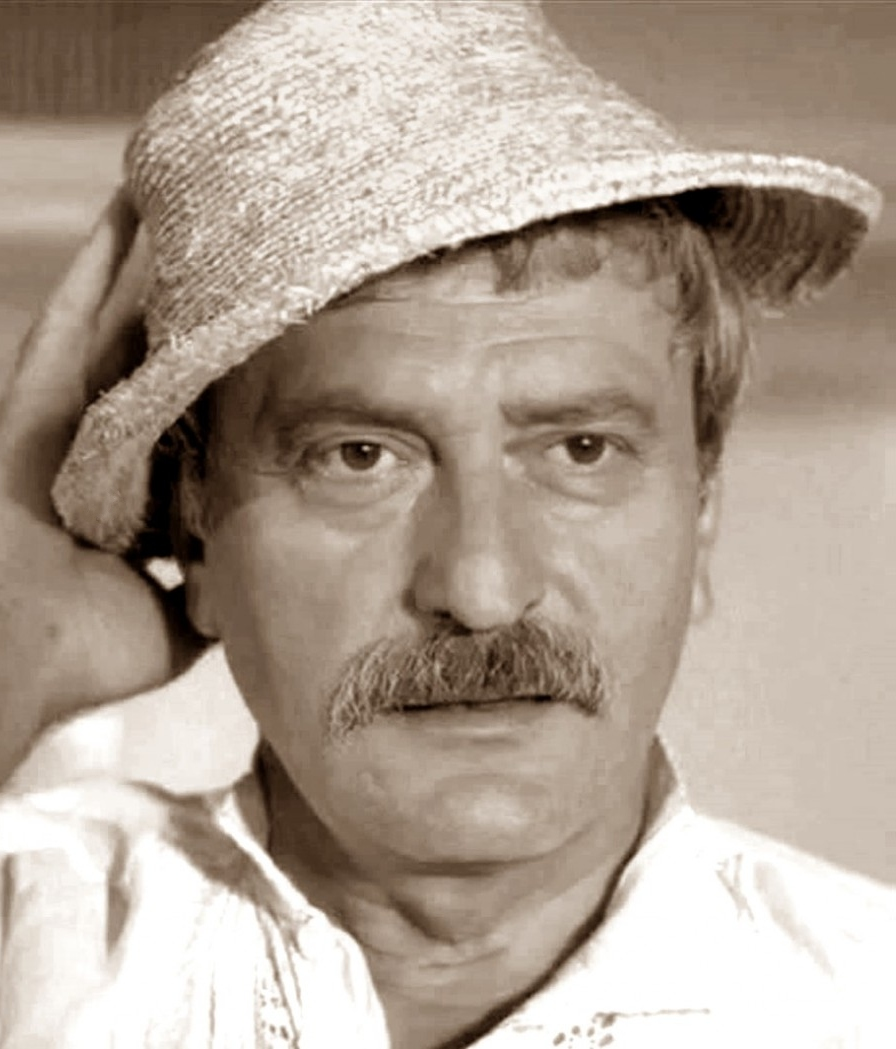
Amza Pellea, actor român

- 1911: Honoré Daumet, arhitect francez (n. 1826)
- 1912: Luitpold, Prinț Regent al Bavariei (n. 1821)
- 1913: Menelik al II-lea, al 80-lea împărat al Etiopiei (n. 1844)
- 1952: Bedřich Hrozný, lingvist și orientalist de origine cehă (n. 1879)
- 1962: Felix Aderca, prozator, poet, estetician și eseist român de origine evreiască (n. 1891)
- 1963: Yasujirō Ozu, regizor japonez (n. 1903)
- 1964: Edith Collier, pictoriță neozeelandeză (n. 1885)
- 1983: Amza Pellea, actor român de teatru și film (n. 1931)
- 1993: Alexandru Drăghici, comunist român, președinte al MAN, viceprim-ministru (n. 1913)
- 2001: Jean Richard, actor francez (n. 1921)
- 2011: Mălina Olinescu, cântăreață română (n. 1974)
- 2019: Danny Aiello, actor american (n. 1933)
- 2020: John Le Carré, romancier englez (n. 1931)
- 2020: Jack Steinberger, fizician american, laureat Nobel (n. 1921)
- 2021: Lucian Avramescu, jurnalist român (n. 1948)

## Sărbători
- Sf. Cuvios Spiridon al Trimitundei (calendar creștin-ortodox; calendar greco-catolic)
- Sf. Mucenic Alexandru, arhiepiscopul Ierusalimului (calendar creștin-ortodox)
- Sf. Fecioara Maria de la Guadalupe; Ss. Conrad; Vincelin (calendar romano-catolic)
- Kenia: Independența față de Marea Britanie (1963)